# Iwasaki Yatarō

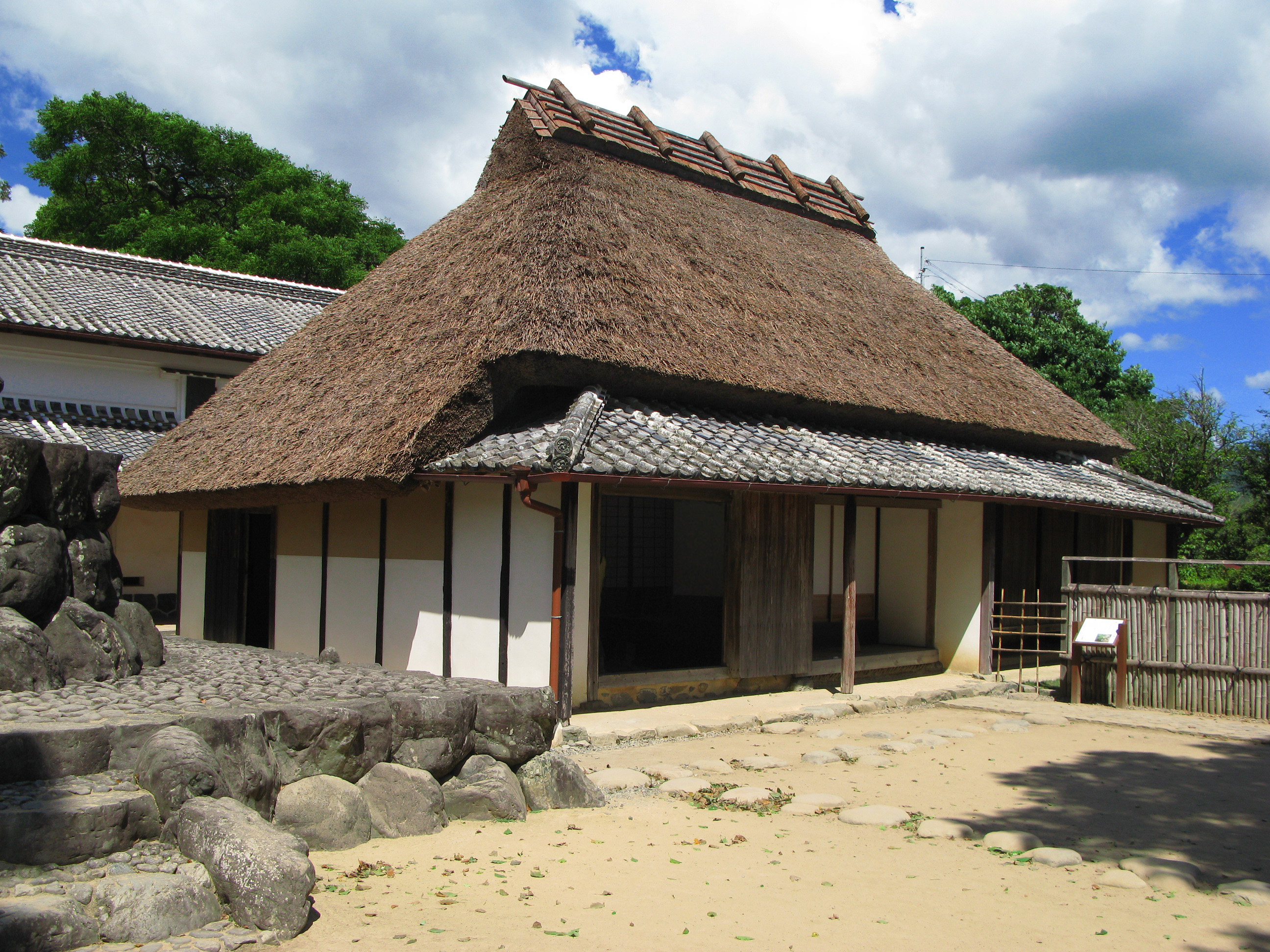
Maison de naissance d'Iwasaki Yatarō.

Iwasaki Yatarō est un nom japonais traditionnel ; le nom de famille (ou le nom d'école), Iwasaki, précède donc le prénom (ou le nom d'artiste).
Pour les articles homonymes, voir Iwasaki.
Compléments
Fondateur du groupe Mitsubishi.
Iwasaki Yatarō (岩崎 弥太郎), né le 9 janvier 1835 à Aki au Japon et décédé d'un cancer à l'estomac à l'âge de 50 ans le 7 février 1885 au jardin de Kyū-Iwasaki-tei à Tokyo, est un industriel japonais fondateur du groupe Mitsubishi.

## Biographie
Iwasaki est issu d'une famille d'agriculteurs de la province de Tosa (actuelle préfecture de Kōchi). Son arrière-grand-père a vendu le statut de samouraï de la famille pour rembourser des dettes. Iwasaki commence sa vie professionnelle en tant qu'employé du clan Yamauchi qui a des intérêts dans plusieurs parties du Japon.
Pour suivre des études, il s'installe à Edo (actuelle Tokyo) à l'âge de dix-neuf ans[réf. souhaitée]. Il retourne cependant dans sa région natale lorsque son père est grièvement blessé après une dispute avec le chef du village. Alors que le magistrat local refuse d'examiner l'affaire, Iwasaki l'accuse de corruption et est envoyé en prison pendant sept mois. Après sa libération, il met du temps avant de retrouver un emploi en tant qu'instituteur.
De retour à Edo[réf. souhaitée], il rencontre des activistes politiques et étudie auprès du réformiste Yoshida Tōyō qui influence ses idées sur l'ouverture de l'industrie et du commerce étranger du Japon enfermé dans une politique d'isolement volontaire appelé Sakoku. Grâce à Yoshida, il trouve un travail comme employé pour le gouvernement de la province de Tosa et rachète le statut de samouraï de sa famille[réf. souhaitée].
Il est ensuite nommé à un poste important au bureau de commerce du clan Yamauchi à Nagasaki où il est responsable des ventes d'huile de camphre et de papier pour acheter des navires, des armes et des munitions.
Après la restauration de Meiji de 1868, qui entraîne la dissolution des intérêts commerciaux du shogunat Tokugawa, Iwasaki se rend à Osaka et rachète la compagnie commerciale Tsukumo au clan Yamauchi. L'entreprise est renommée Mitsubishi en 1873.

### Le groupe Mitsubishi
Iwasaki devient président de Mitsubishi, qui ne porte pas encore ce nom, en mars 1870. Le nom Mitsubishi est un mélange entre mitsu (« trois ») et hishi (littéralement « châtaigne d'eau », une expression japonaise pour désigner un diamant ou un losange). Le nouveau logo est une combinaison entre le blason de la famille Iwasaki et celui à feuilles de chêne de la famille Yamauchi, qui dirige le domaine de Tosa et contrôle la partie de Shikoku où Iwasaki est né.
En 1874, Iwasaki est contacté par le gouvernement japonais pour transporter des soldats et du matériel militaire. Le Japon est alors en train d'acquérir des navires pour affronter les aborigènes Paiwan du sud de Taïwan et ces embarcations sont redonnées au groupe Mitsubishi après la fin de l'expédition en 1875. Cela crée des liens forts entre l'entreprise et le gouvernement, ce qui assure le succès de la nouvelle compagnie. En retour, le groupe soutient le jeune gouvernement de Meiji et transporte les troupes qui écrasent la rébellion de Satsuma en 1877. La réussite de Mitsubishi devient ainsi liée à celle de l'État japonais et de l'économie nationale. En 1885, à la suite d'une fusion des activités de transport maritime de Mitsubishi avec celles d'un de ses principaux concurrents Kyodo Unyu Kaisha (fondé en 1882), la compagnie fut renommée Nippon Yusen Kaisha, dite 'NYK' en bref, qui existe toujours et est d'un plus importants groupes de transport maritime au monde.
Par la suite, Iwasaki investit dans l'exploitation minière (mine de cuivre de Yoshioka en 1873, mine de charbon de Takashima en 1881, et mine d'argent d'Ikuno en 1896), la réparation des navires et la finance. En 1884, il loue le chantier naval de Nagasaki, ce qui permet à l'entreprise de lancer la construction de navires à grande échelle, activités qui sont maintenant menées au sein de la branche industrielle du groupe, Mitsubishi Heavy Industries.
Iwasaki Yatarō invitait souvent des dignitaires à des dîners, pour lesquels il dépensait beaucoup d'argent, et se fit beaucoup d'amis importants qui l'aideront dans sa vie.
Il meurt d'un cancer à l'estomac à l'âge de 50 ans. Son frère lui succède à la tête de l’entreprise familiale puis plus tard son fils, Hisaya.
!